# Alte Lay

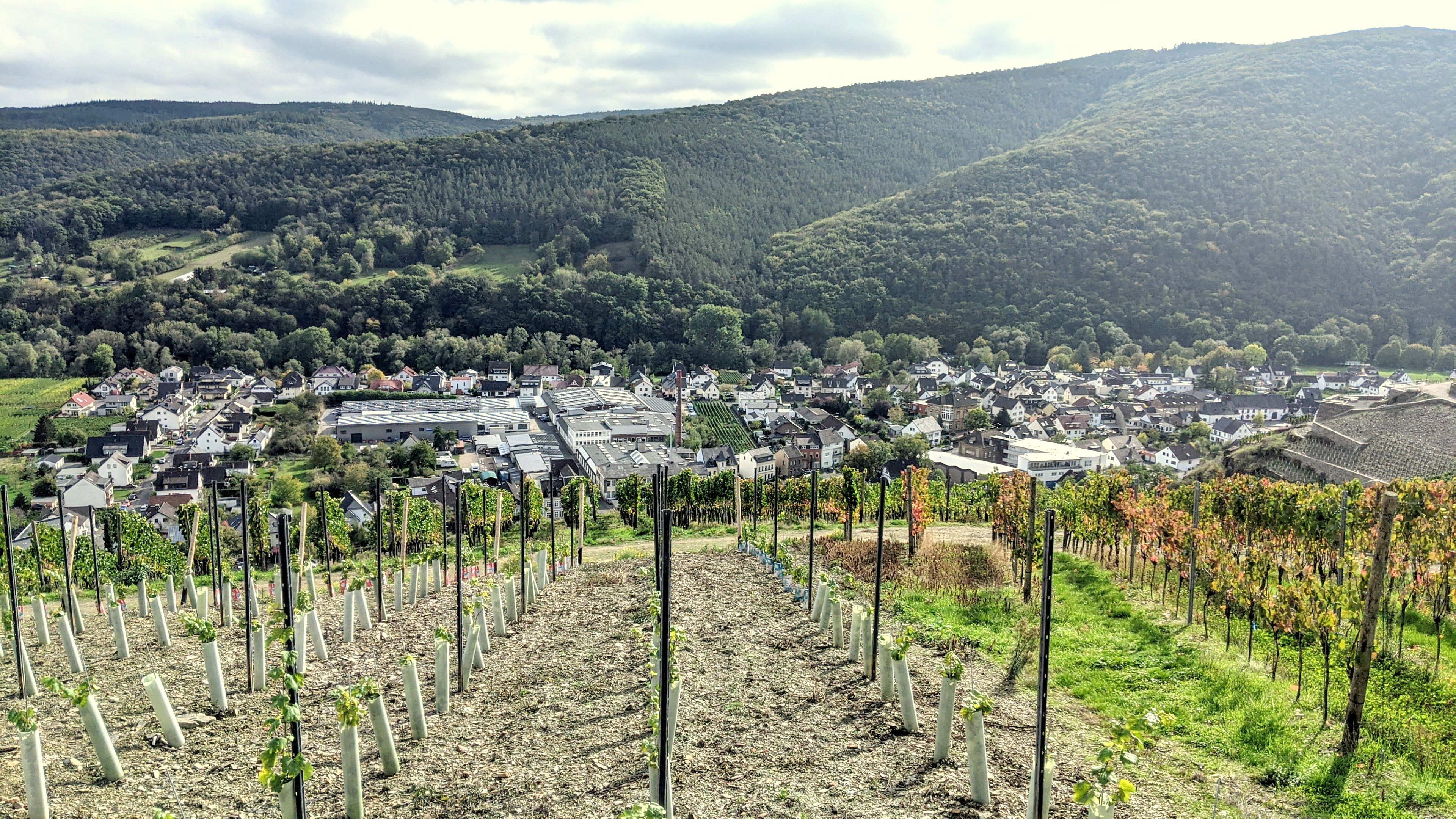
Blick von der Alte Lay auf Walporzheim

Die Alte Lay ist eine Einzellage im Bad Neuenahr-Ahrweiler Stadtteil Walporzheim im deutschen Weinbaugebiet Ahr. Sie ist Teil der Großlage Klosterberg im Bereich Walporzheim/Ahrtal.

## Lage
Die Einzellage ist gekennzeichnet durch viele kleine Terrassen, die gesäumt werden von Schiefermauern. Sie weist eine bestockte Fläche von 13,6 Hektar auf. Der Name Lay bei den Weinlagenbezeichnung stammt aus dem Keltischen und bedeutet Fels. Die Lage liegt auf 150 Meter Höhe und weist bis zu 50 Prozent Steigung auf. Sie hat eine südliche Ausrichtung auf und verfügt über einen Boden aus Grauwacken, sandiger Lehm und ahrtypischem Schiefer. Angebaute Rebsorten sind Spätburgunder und Frühburgunder. Die Walporzheimer Weinlage Domlay wurde 2017 aufgegeben und in wesentlichen Teilen der Lage Alten Lay zugeordnet.

## Kulturdenkmal
Das Areal gehört zu als Gemarkung mit zum Kulturdenkmal Weinbergsterrassen nordwestlich von Walporzheim, die durch stark terrassierte Weinbergslagen, Trockenmauern mit Treppenaufgängen und kleinteiligen Terrassen gekennzeichnet sind. Sie wurde vom Trierer Bischof Dr. Stephan Ackermann im gleichen Jahr eingeweiht.

## Flutkapelle
In der Lage wurde 2023 eine Flutkapelle St. Donatus als Holzkirche zur Erinnerung an die Ahrflut 2021 errichtet. Die Holzkapelle besteht aus Naturstein, Holz und einem geneigten Schieferdach. Sie wurde von einem Architektenbüro aus Mayen entworfen und am 15. Juli 2023 vom  Trierer Bischof Stephan Ackermann eingeweiht.